# 大森莉緒
大森 莉緒（おおもり りお、Ohmori Rio、2001年12月22日 - ）は、女性アイドルグループ・Ma'Scar'Pieceのメンバー。女性アイドルグループ、ピンク・ベイビーズ、eyes、ラストアイドル、Love Cocchi、ミュージカル&音楽グループ・×純文学少女歌劇団の元メンバー。身長166 cm。血液型はAB型。TWIN PLANET所属。

## 来歴
2013年、ピンク・レディーの楽曲を歌い踊り継ぐ正式な後継ユニット・ピンク・ベイビーズに加入。
2015年、ピンク・ベイビーズのメンバーとしてインドネシアのジャカルタで開催された縁日祭 2015、AFA Indonesia 2015などに出演。
2016年10月29日、講談社が主催するミスiD2017において、ミスiD2017 フォトジェニック賞（アー写.com賞）を受賞。
2017年5月26日、ピンク・ベイビーズ活動停止。
2017年11月12日、アイドルオーディション番組『ラストアイドル』に挑戦者として出演、立ち位置3番の大石夏摘に挑戦するも敗退。
同日、ダンスボーカルユニット・eyesへの参加を発表。
2017年12月19日、YouTubeでラストアイドルのセカンドユニット・Love CocchiのMVが公開され、同ユニットとしての活動をスタート。担当カラーはピンク色。
2019年7月14日、eyes活動終了。
2022年5月31日、Love Cocchiを含むラストアイドルの活動終了。
2022年8月11日、ミュージカル&音楽グループ・純文学少女歌劇団(じゅんぶんがくしょうじょかげきだん)への参加を発表。同グループでは「栗捨アガサ」名義で活動を行う。
2022年10月29日、純文学少女歌劇団のメンバーとしてタイのバンコクで開催されたThailand Comic Con 2022に出演。
2024年12月14日、アイドルグループ・Ma'Scar'Pieceへの加入を発表。同時にキャラクタープロジェクト・電音部のキャラクター「笹塚舞歌」役として声優デビュー。

## 人物
好きな食べ物は焼肉、韓国料理。趣味は食べることと食べ歩き。
特技は、大食い、料理、リアル似顔絵、ドラム、自己紹介程度の手話、高速首回し。セミのモノマネ。特にセミのモノマネはとても精度が高く、グループのメンバーと出たニノさんや、ワシンとこポストなどのTVでも披露している。
中学校では手話部、高校では軽音楽部に所属していた。軽音楽部ではドラムスを担当し、学校外のドラム教室にも通っていた。
3歳から小学6年生までキッズモデルをしていた。
母親がピンクレディーに憧れていた影響で勧められた事がきっかけで、ピンクベイビーズのオーディションを受けた。
2013年、ピンク・ベイビーズに加入する事が決定し、アイドルとしての活動を開始した。
愛称の「おーりお」はピンク・ベイビーズ所属時にもう一人「りお」の名前のメンバーがいたため、その区別の為につけられた。
2017年のピンク・ベイビーズ解散後は、マクドナルドでバイトするなど普通の女子高生として過ごしていた。
しかし、それまでアイドルとして活動していた彼女にとって普通の女子高生としての生活は何か物足りなさを感じ、もう一度アイドルになりたいという気持ちもあった。ちょうどその頃、ラストアイドルのオーディションがあり、チャレンジした。
2017年、アイドルオーディション番組『ラストアイドル』に挑戦者として出演し、その後ラストアイドルのセカンドユニット・Love Cocchiのメンバーとして活動を開始した。
同時に、eyesとしても活動を開始した。しばらくの期間、ラストアイドルとeyesを兼任して活動していた。
2019年、eyesの活動が終了した。同時に、eyesが所属していた RAINBOW ENTERTAINMENT から、ラストアイドルが所属していた TWIN PLANET に事務所を移籍した。
2022年、ラストアイドルも解散する事になった。
ラストアイドル活動終了後の2022年8月、×純文学少女歌劇団の参加を自身で決め、上京した。
2024年12月14日、アイドルグループ・Ma'Scar'Pieceに電撃加入した。

## 作品

### シングル

#### ピンク・ベイビーズ
- 「ウォンテッド（指名手配）」（2014年7月16日、配信限定）
- 「Le Sinbad de la plage」（2015年7月2日～7月5日にフランス・パリで開催された“Japan Expo2015”のみの限定販売）
- 「渚のシンドバッド」（2016年8月31日、PPE-0005）[注 4] EAN 4582144343039
- 「狙い打ち」（2016年9月14日、配信限定） - ピンク・ベイビーズEX名義
- 「UFO」（2017年2月15日、PPE-0009）[注 5] EAN 4582144343107

#### ラストアイドル
- 「バンドワゴン」（2017年12月20日、TYCT-39067） - Love Cocchi名義 EAN 4988031258743
- 「君のAchoo!」（2018年4月18日、TYCT-39073） - Love Cocchi名義 EAN 4988031272879
- 「好きで好きでしょうがない」（2018年8月1日、TYCT-39082） EAN 4988031292747
- 「Everything will be all right」（2018年10月24日、TYCT-39091） - Love Cocchi名義 EAN 4988031301012
- 「愛しか武器がない」（2018年12月5日、TYCT-39102） - Love Cocchi名義 EAN 4988031308257
- 「大人サバイバー」（2019年4月17日、TYCT-39106） EAN 4988031324578
- 「青春トレイン」（2019年9月11日、TYCT-30096） EAN 4988031343715
- 「愛を知る」（2020年4月15日、TYCT-39119） EAN 4988031375389
- 「何人(なんびと)も」（2020年11月4日、TYCT-39141） EAN 4988031397923
- 「君は何キャラット?」（2021年4月28日、TYCT-39154） EAN 4988031423721
- 「Break a leg!」（2021年12月8日、TYCT-39164） EAN 4988031463956

#### eyes
- 「Chocolate Love」（2018年8月15日、REP049） EAN 4582144343145
- 「EYES(イーワイイーエス)」（2018年11月14日、ANGL-0001） EAN 4582144343176
- 「Happy!」（2019年4月24日、ANGL-0003） EAN 4582144343206

### アルバム

#### ラストアイドル
- 『ラストアルバム』（2022年4月27日、TYCT-69236） EAN 4988031505427

## 出演

### テレビ番組
- 日本の名曲 人生、歌がある（2014年11月5日、BS朝日） - ピンク・ベイビーズ[25]
- アイドルお宝くじ（2015年3月20日・2016年10月21日、テレビ朝日系） - ピンク・ベイビーズ
- POP PARADE（2015年4月2日 - 6月25日、テレビ神奈川） - ピンク・ベイビーズ[26]
- バズリズム（2017年2月25日、日本テレビ系） - ピンク・ベイビーズ
- ライブB♪（2017年3月28日、TBS系） - ピンク・ベイビーズ
- ニノさん（2018年2月18日）日本テレビ系
- ラストアイドルご褒美冠番組 はじめてLove Cocchi!（2018年8月11日、CSテレ朝チャンネル1）[27]
- こころの歌人たち（2018年9月30日、NHK BSプレミアム） - ピンク・ベイビーズ[28]
- 霜降りバラエティ （2021年2月16日、テレビ朝日）
- あざとくて何が悪いの？（2021年5月1日、テレビ朝日）
- かまいガチ（2021年9月16日、テレビ朝日）
- ゲームズ・ボンド（2021年9月26日、テレビ朝日）
- 新春！大食い女王決定戦2022（2022年1月2日、テレビ東京）
- アヤツリ・スクワッド（2023年4月14日、テレビ東京）
- ワシんとこ・ポスト（2023年5月30日、BSよしもと）

### 配信
- ラストアイドル in AbemaTV（2018年6月3日 - 8月26日、AbemaTV）
- UDAGAWA BASEオープン特番（2019年4月17日、AbemaTV）[29]

### ラジオ
- 大森莉緒のRadio MEETIA（2020年1月4日 - 1月25日、FM FUJI）[30]

### 舞台
- 13月の女の子（2019年6月28日 - 7月7日、新宿シアターモリエール） - 主演・唐木田巫女 役
- 舞台「球詠」 - 主演・武田詠深 役
  - 「球詠」（2021年6月24日 - 6月30日、草月ホール）[31]
  - 「球詠 〜vs 影森・梁幽館編〜」（2022年2月17日 - 23日、新宿村LIVE）[32]
- 舞台「十五少女漂流記」（2023年2月3日 - 2月6日、シアター1010 / 2月23日、海老名市文化会館） - ゴディバ 役[33]
- 舞台「白豚貴族ですが前世の記憶が生えたのでひよこな弟育てます」（2023年10月18日 - 22日、CBGKシブゲキ!!） - ヴィクトル・ショスタコーヴィッチ役[34]
- アサルトリリィ - 近藤貞花 役
  - 舞台「アサルトリリィ・新章」サングリーズル編『種の最果ての地で』 / 大島近海ネスト調査隊編『金瘡小草の咲く時』（2023年12月19日 - 25日、シアター1010） - 主演[35]
  - 舞台「アサルトリリィ・新章」サングリーズル編『花々の黄昏』 / 大島近海ネスト調査隊編『玲瓏たる深潭』（2024年5月17日 - 22日、かめありリリオホール） - 主演[36]
  - 舞台「アサルトリリィ・シュツルム」〜サングリーズル編〜（2025年4月25日 - 30日、かめありリリオホール） - 主演[37]
  - 舞台「アサルトリリィ」-眞說・御台場迎撃戦-（2025年9月20日 - 25日、シアター1010）[38]
- NLTプロデュースコント公演「天使のように微笑んで財布なくしてガム踏んで」（2024年8月28日 - 9月1日、博品館劇場）[39]
- 舞台「結城友奈は勇者である」（2024年10月12日 - 14日、ところざわサクラタウン ジャパンパビリオンホールA） - 東郷美森 役[40]

#### ×純文学少女歌劇団
- File No.0000『フェアリーテイルは盗まれた』（2022年9月5日 - 11日、Theater Mixa）[41]
- File No.0001『マエストロには背を向けよ』（2023年5月3日 - 7日、Theater Mixa）[42]
- File No.0002『パラノイドには騙されない』（2024年6月21日 - 26日、Theater Mixa）[43]

### 映画
- 13月の女の子（2020年8月15日公開） - 和光望 役[44]
- 学園探偵薔薇戦士（2022年12月2日上映会、2023年公開予定） - 主演・紅乃木杏奈 役[45][46]

### その他
- キャラクタープロジェクト「電音部」（2024年） - 笹塚舞歌役[19]

### イベント・ライブ
2024年
- 2月8日、『Happy 22nd Birthday Rio』Theater Mixa

2023年
- 3月11日、『莉緒と愉快な仲間たち』浅草VAMPKIN
- 3月25日、畑美紗起ライブ『はったったフェスティバル！ 畑美紗起生誕祭2023』 ゲスト出演 Theater Mixa
- 7月15日、髙橋美海ライブ『Mimi 24th Bithday Party』ゲスト出演 Holl Mixa
- 8月7日、アイドルランウェイコレクション Supported by TGC モデルとして出演[47]。